# Match (filme)
Match é um filme de 2014 do gênero drama escrito e dirigido por Stephen Belber, baseado na história de mesmo nome de 2004. O filme é estrelado por Patrick Stewart, Carla Gugino e Matthew Lillard. Teve sua estreia Internacional em Janeiro de 2015, pela IFC Films.

## Elenco
- Patrick Stewart .. Toby Powell
- Carla Gugino .. Lisa
- Matthew Lillard .. Mike
- Maduka Steady .. Cabbie
- Jaime Tirelli
- Rob Yang .. Jim

## Recepção
Match recebeu críticas favoráveis por parte  Rotten Tomatoes o filme recebeu uma nota de setenta e cinco por cento baseado em vinte críticos. O Metacritic deu uma nota de 6.3/10 baseado em treze críticos.[carece de fontes?]